# 五宝镇 (重庆市)
五宝镇，是中华人民共和国重庆市江北區下辖的一个乡镇级行政单位。

## 行政区划
五宝镇下辖以下地区：
五宝镇社区、新三村、万缘村、大树村、马井村、院子村、下湾村和干坝村。